# 桃カステラ

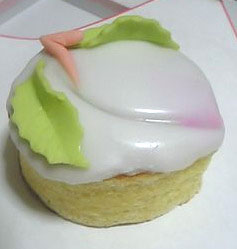
桃カステラ

桃カステラ（ももカステラ）は、長崎の郷土菓子。カステラ生地の上にすり蜜と練り切りで桃をあしらったもの。

## 概要
「和華蘭文化」と言われる長崎ならではの日本、中国、西欧それぞれの文化が溶け合って生まれた菓子。桃の節句を始め、婚礼や出産、入学祝いなど祝いの場で贈られる。手のひらからあふれるくらいの大きさであることも、特徴のひとつ。卵、小麦粉、砂糖、水飴をふんわり焼いた生地にすり蜜と呼ばれる砂糖ペーストを二度がけしており、葉と茎は練り切りで表現されている。

## 歴史
桃は中国で古くから不老長寿の霊果とされており、その中国の影響を色濃く受けてきた長崎でも桃をモチーフにした工芸品が珍重され、それが縁起菓子としての桃カステラや桃饅頭に発展したと言われている。